# La verdad (álbum de DJ Blaster)
La Verdad es el tercer álbum recopilatorio producido por DJ Blaster, y el segundo con contenidos y artistas cristianos como Redimi2, Travy Joe, Alex Zurdo, Goyo, entre otros. Cuenta con 25 canciones, en su mayoría, al estilo del reguetón.  En este álbum se nota una mayor combinación de estilos, donde predomina la bachata, el hip hop y merengue, asimismo, la colaboración con otros productores como Lutek, Obed El Arquitecto, Harold, Phaze, Stany y Josué. 
Desde este álbum, Blaster no utiliza nombre para las canciones, sino que el título de la canción, es el mismo nombre del intérprete.

## Lista de canciones
| N.º | Título                         | Productor          |
| 1   | Mr. P                          | DJ Blaster         |
| 2   | Rey Pirín                      | DJ Blaster         |
| 3   | Travy Joe                      | DJ Blaster         |
| 4   | Blaster & Valette El Patriarca | DJ Blaster         |
| 5   | Special Eric                   | DJ Blaster         |
| 6   | Redimi2                        | DJ Blaster         |
| 7   | Yojan junto a Miriam           | DJ Blaster         |
| 8   | Alex Zurdo                     | DJ Blaster         |
| 9   | Joel Upperground & Georgie     | DJ Blaster         |
| 10  | Albert & Eric                  | DJ Blaster         |
| 11  | Harold El Guerrero             | DJ Blaster, Harold |
| 12  | David Disciple (Double D)      | DJ Blaster         |
| 13  | Don Tito                       | DJ Blaster         |
| 14  | L-Gi2                          | DJ Blaster, Lutek  |
| 15  | Goyo                           | DJ Blaster         |
| 16  | Daniel El Valiente             | DJ Blaster         |
| 17  | L.P.C.                         | DJ Blaster, Obed   |
| 18  | Lil Pito                       | DJ Blaster         |
| 19  | Vasallo                        | DJ Blaster         |
| 20  | Vladimir & Jaycob              | DJ Blaster, Obed   |
| 21  | Davo                           | DJ Blaster, Josué  |
| 22  | Josue                          | DJ Blaster, Josué  |
| 23  | Juny Revelation                | DJ Blaster, Josué  |
| 24  | Sacraman                       | DJ Blaster, Harold |
| 25  | Juan & Nahary (Bonus Track)    | DJ Blaster         |

###### Nota
- Rey Pirín tituló su canción como «Zumba», y lo lanzó en su álbum de 2006, Faith Family.[5]
- Redimi2 lanzó en su álbum El equipo invencible de 2006 una nueva versión de su participación en este álbum, titulado «La Verdad (Remix)».[6]
- En el álbum debut de Fer-G y en Las Primicias Special Edition de DJ Blaster aparece la canción de Alex Zurdo como «Yo soy aquel» con nuevos arreglos musicales y la participación de FD Music y Don Tito.[7]